# Токмацька залізниця
Токма́цька залізни́ця (інколи Токмакська з.) — лінія Федорівка — Верхній Токмак — Царекостянтинівка (Комиш-Зоря), яка з'єднала  Лозово-Севастопольську гілку Південних залізниць з Другою Катерининською залізницею.
Побудована в південній частині українських земель Російської імперії в 1914 році на кошти однойменного акціонерного товариства, з'єднала станції Царекостянтинівка та Федорівка.
Одним з основних пунктів на цій гілці стала станція Великий Токмак у місті Токмак зараз у Запорізькій області України (адміністративний центр Токмацького району). 
Тут Токмацька залізниця з'єднувалася під'їзними шляхами зі станцією Пришиб Південних залізниць на магістралі Харків — Севастополь.
Під час громадянської війни Токмацька залізниця розділила позиції червоних і білих російських військ на теренах Української Держави. 